# Georges Sainte-Rose
Georges Sainte-Rose (Fort-de-France, 3 settembre 1969) è un ex triplista francese, originario della Martinica.

## Biografia
Sainte-Rose è nato in Martinica, divisione amministrativa per cui ha gareggiato ai Giochi CARIFTA 1985 a Barbados. Internazionalmente ha fatto parte della squadra nazionale francese di atletica leggera, con cui ha preso parte, a partire dal 1989, a numerose competizioni quali Mondiali e Europei, fino a prender parte ai Giochi olimpici di Barcellona 1992. I suoi cugini maggiori Robert e Lucien sono stati anch'essi atleti olimpici.
Nei primi anni 2000 è stato condannato a otto anni di carcere per traffico di stupefacenti tra i Caraibi e Aix-en-Provence.

## Palmarès
| Anno                            | Manifestazione          | Sede       | Evento       | Risultato | Prestazione | Note |
| ------------------------------- | ----------------------- | ---------- | ------------ | --------- | ----------- | ---- |
| In rappresentanza della Francia |                         |            |              |           |             |      |
| 1987                            | Europei juniores        | Birmingham | Salto triplo | Bronzo    | 16,30 m     |      |
| 1988                            | Mondiali juniores       | Sudbury    | Salto triplo | Finale    | nm          |      |
| 1990                            | Europei                 | Spalato    | Salto triplo | 7º        | 16,81 m     |      |
| 1991                            | Mondiali                | Tokyo      | Salto triplo | 8º        | 16,92 m     |      |
| 1992                            | Giochi olimpici         | Barcellona | Salto triplo | 19º (q)   | 16,50 m     |      |
| 1993                            | Giochi del Mediterraneo | Narbona    | Salto triplo | Argento   | 17,00 m     |      |
| 1993                            | Mondiali                | Stoccarda  | Salto triplo | 17º (q)   | 16,84 m     |      |
| 1994                            | Europei indoor          | Parigi     | Salto triplo | 5º        | 16,96 m     |      |
| 1994                            | Europei                 | Helsinki   | Salto triplo | 7º        | 16,59 m     |      |
| 1995                            | Mondiali                | Göteborg   | Salto triplo | 17º (q)   | 16,52 m     |      |
| 1997                            | Mondiali indoor         | Parigi     | Salto triplo | 10º       | 16,41 m     |      |
| 1997                            | Mondiali                | Atene      | Salto triplo | 28º (q)   | 16,32 m     |      |
| 1998                            | Europei indoor          | Valencia   | Salto triplo | 11º       | 16,49 m     |      |

## Altre competizioni internazionali
1991
- Bronzo in Coppa Europa ( Francoforte sul Meno), salto triplo - 16,93 m